# Trocanter
Trocanter (do grego: trokhantêr), também por vezes grafado trocânter, é a designação dada a cada uma das proeminências ósseas da parte superior do fémur da maioria dos mamíferos, incluindo os humanos. A designação é também aplicada a um dos segmentos em que se devide a perna dos artrópodes, localizada entre a coxa e o fémur.

## Anatomia humana
Na parte superior do fémur da perna humana existem duas tuberosidades, designadas por grande trocanter (ou trocanter maior) e pequeno trocanter (ou trocanter menor), onde se insere o músculo glúteo médio, responsável por evitar a queda da bacia quando o membro contra-lateral está elevado no ar, dando um passo para a frente. Para auxiliar o glúteo médio, uma forte estrutura fibrosa localizada na porção lateral do quadril, denominada fáscia lata, passa rente ao grande trocanter. Entre estas estruturas, uma bolsa contendo um líquido viscoso, chamada bursa trocantérica, evita a fricção e o atrito excessivo entre elas. Logo abaixo do grande trocanter, insere-se o tendão do músculo glúteo máximo, um potente extensor do quadril. Durante a marcha, este tendão joga a bursa contra o grande trocanter, aumentando a tensão, predispondo a irritação e inflamação. 

## Artrópodes
Nos artrópodes, o trocanter é um pequeno artículo, em geral triangular, situado entre a coxa e o fêmur.